# Wellington (região)

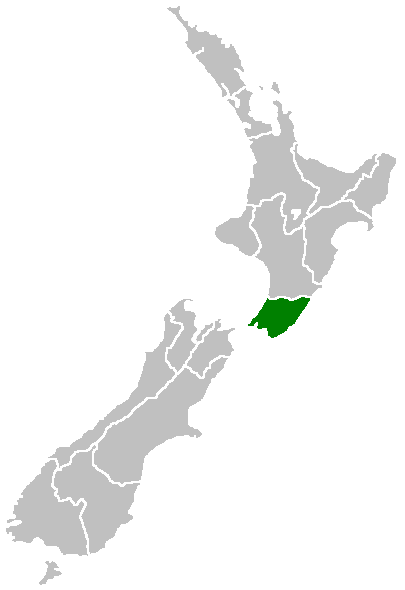
Região de Wellington.

A Região de Wellington é uma das 16 regiões da Nova Zelândia.

## Cidade de Wellington
Na região de Wellington, situa-se a cidade de Wellington, esta é a capital da Nova Zelândia, com aproximadamente trezentos e quarenta mil habitantes.
A cidade é importante centro financeiro e comercial na Nova Zelândia.

Panorama da cidade de Wellington à noite